# Microsoft Office
Microsoft Office (bây giờ là Microsoft 365) là tên của một bộ ứng dụng văn phòng gồm các chương trình, máy chủ, và dịch vụ phát triển bởi Microsoft, được giới thiệu lần đầu bởi Bill Gates ngày 1 tháng 8 năm 1988, tại COMDEX ở Las Vegas. Ban đầu đây là một cụm từ marketing cho một gói ứng dụng, phiên bản đầu tiên của Office gồm Microsoft Word, Microsoft Excel, và Microsoft PowerPoint. Theo thời gian, các ứng dụng Office phát triển những tính năng chia sẻ một cách đáng kể như một bộ kiểm tra chính tả chung, tích hợp dữ liệu OLE và ngôn ngữ VBA. Microsoft đặt Office làm nền tảng phát triển cho phần mềm LOB với tên gọi Office Business Applications. Ngày 10 tháng 7 năm 2012, Softpedia thông báo rằng Office đã có hơn một tỉ người dùng trên toàn thế giới.
Office có nhiều phiên bản nhắm đến nhiều người dùng cuối và nền tảng khác nhau. Phiên bản gốc, cũng là phiên bản được dùng nhiều nhất, là bản cho desktop chạy hệ điều hành Windows và macOS. Phiên bản gần nhất là Office 2021 cho desktop phát hành vào ngày 5 tháng 10 năm 2021 cùng với Windows 11.

## Thành phần

### Ứng dụng desktop
Các ứng dụng desktop dành cho Windows và macOS.
- Microsoft Word: một chương trình soạn thảo văn bản trong Microsoft Office. Phiên bản đầu tiên của Word, phát hành vào mùa thu 1983, dành cho hệ điều hành MS-DOS và đặc biệt đã giới thiệu chuột máy tính rộng rãi. Word 1.0 có thể được mua với một con chuột đi kèm, dù không cần thiết. Nối tiếp những phần mềm trước như LisaWrite và MacWrite, Word cho Macintosh đã cố gắng thêm nhiều tính năng WYSIWYG. Word cho Mac được phát hành năm 1985. Word cho Mac là phên bản đồ họa đầu tiên của Microsoft Word. Ban đầu, nó sử dụng định dạng độc quyền doc làm định dạng chính. Tuy nhiên, Word 2007 loại bỏ định dạng này, thay vào đó là Office Open XML và được chuẩn hóa bởi Tổ chức Ecma Quốc tế như một định dạng mở. Word for Windows cũng hỗ trợ PDF và ODF với Gói dịch vụ 2 cho Word 2007.[8]
- Microsoft Excel: một chương trình xử lý bảng tính được thiết kế ban
- đầu để cạnh tranh với Lotus 1-2-3, và cuối cùng thay thế nó. Microsoft phát hành phiên bản đầu tiên của Excel cho Mac OS năm 1985 và phiên bản cho Windows đầu tiên (số 2.05 để theo với phiên bản Mac) tháng 11 năm 1987.
- Microsoft PowerPoint: một phần mềm trình chiếu dùng để tạo những bài trình chiếu gồm chữ, đồ họa và những đối tượng khác có thể được hiển thị trên màn hình để trình chiếu bằng máy chiếu.
- Microsoft Access: một phần mềm quản lý cơ sở dữ liệu cho Windows kết hợp Hệ quản trị cơ sở dữ liệu quan hệ Microsoft Jet Database Engine với giao điện đồ họa người dùng và những công cụ phát triển phần mềm. Microsoft Access lưu dữ liệu bằng định dạng Access Jet Database Engine. Access cũng có thể nhập và liên kết trực tiếp với dữ liệu trong những chương trình và cơ sở dữ liệu khác.[9]
- Microsoft Outlook (không nên nhầm lẫn với Outlook Express, Outlook.com hay Outlook trên web): một chương trình quản lý thông tin cá nhân thay thế Windows Messaging, Microsoft Mail, và Schedule+ từ Office 97, bao gồm một trình duyệt mail, lịch, quản lý công việc và địa chỉ. Trên Mac OS, Microsoft cung cấp vài phiên bản Outlook cuối thập niên 1990 nhưng chỉ dùng với Microsoft Exchange Server. Ở Office 2001, Microsoft giới thiệu một chương trình thay thế Outlook với những tính năng gần giống gọi là Microsoft Entourage. Microsoft cho Outlook lại trong Office 2011, thay thế Entourage.[10]
- Microsoft OneNote: một chương trình ghi chú thu thập chữ viết tay hay đánh máy, hình vẽ, hình chụp màn hình và bình luận âm thanh. Ghi chú có thể được chia sẻ với người dùng OneNote khác qua Internet hoặc mạng máy tính. OneNote ban đầu là mộ ứng dụng độc lập không nằm trong bất kì phiên bản Microsoft Office 2003 nào. Tuy nhiên, OneNote cuối cùng trở thành thành phần chính của bộ Office; với Microsoft Office 2013, OneNote có trong tất cả bản Microsoft Office. OneNote cũng có một ứng dụng web thuộc Office Online, một chương trình freemium cho Windows, một ứng dụng di động cho Windows Phone, iOS, Android, và Symbian, và một ứng dụng Metro cho Windows 8 trở lên.
- Microsoft Publisher: một ứng dụng chế bản điện tử cho Windows dùng để thiết kế tờ rơi, nhãn, lịch, thiệp chúc mừng, danh thiếp, bản tin, trang web, bưu thiếp,...
- Skype for Business: một chương trình giao tiếp tích hợp cho hội nghị và cuộc họp trong thời gian thực, nó là ứng dụng Microsoft Office desktop duy nhất phải dùng với một cơ hở hạ tầng mạng máy tính và không có từ "Microsoft" ở trước tên.
- Microsoft Project: một ứng dụng quản lý dự án cho Windows để theo dõi tiến trình và tạo sơ đồ mạng và sơ đồ ngang Gantt, không có trong bất kì bộ Office nào.
- Microsoft Visio: một ứng dụng sơ đồ và lưu đồ cho Windows không có trong bất kì bộ Office nào.
- Microsoft Teams: là một nền tảng kết hợp trò chuyện tại nơi làm việc, cuộc họp, ghi chú và tệp đính kèm. Microsoft thông báo rằng Teams cuối cùng sẽ thay thế Skype for Business.

### Ứng dụng di động
- Office Lens: một ứng dụng quét ảnh tối ưu cho các thiết bị di động. Nó chụp những văn bản (như danh thiếp, giấy tờ, bảng trắng) rồi làm phẳng phần văn bản của bức ảnh. Kết quả có thể được xuất tới Word, OneNote, PowerPoint hoặc Outlook, hoặc được lưu OneDrive, gửi qua Mail hoặc lưu trong Photo Library.
- Office Remote: biến thiết bị di động thành một điều khiển từ xa với những bản desktop của Word, Excel và PowerPoint.
- Office Mobile là ứng dụng Office dành cho thiết bị di động thống nhất dành cho Android và iOS, kết hợp Word, Excel và PowerPoint thành một ứng dụng duy nhất và giới thiệu các tính năng mới như ghi chú nhanh, ký PDF, quét mã QR và chuyển tệp

### Ứng dụng máy chủ
- Microsoft SharePoint: máy chủ hợp tác
  - Excel Services
  - InfoPath Forms Services
  - Microsoft Project Server: máy chủ quản lý dự án
  - Microsoft Search Server
- Skype for Business Server: máy chủ giao tiếp thời gian thực cho nhắn tin tức thời và video chat

### Dịch vụ Web
- Microsoft Office Online
  - Word Online: Phiên bản ứng dụng web miễn phí của Microsoft Word
  - Excel Online: Phiên bản ứng dụng web miễn phí của Microsoft Excel
  - PowerPoint Online: Phiên bản ứng dụng web miễn phí của Microsoft PowerPoint
  - OneNote Online: Phiên bản ứng dụng web miễn phí của Microsoft OneNote
  - Outlook.com: Webmail miễn phí với giao diện người dùng tương tự Microsoft Outlook và Mail trên Windows 10
  - Docs.com: Một dịch vụ chia sẻ văn bản công khai nơi người dùng Office tải lên các văn bản Word, Excel, PowerPoint, Sway và PDF cho những người khác khám phá và sử dụng. Ngày 9 tháng 6 năm 2017, Microsoft Docs.com sẽ bị đóng vào ngày 15 tháng 12 năm 2017, nhường chỗ cho SlideShare với vụ mua lại LinkedIn.
  - OneDrive: Dịch vụ lưu trữ tệp cho phép người dùng đồng bộ các tệp và truy cập chúng qua trình duyệt web hoặc thiết bị di động.
  - Office Sway: Ứng dụng web trình chiếu được phát hành vào tháng 10 năm 2014. Nó cũng có ứng dụng cho iOS và Windows 10.
- Delve: Cho phép người dùng Office 365 tìm kiếm và quản lý email, cuộc họp, liên lạc, mạng xã hội và văn bản lưu trong OneDrive hay Sites trong Office 365.
- Microsoft Forms: Một trình tạo khảo sát trực tuyến, dành cho người dùng Office 365 Education.
- Outlook on the web: Tương tư Outlook.com nhưng có nhiều tính năng hơn và chỉ có qua Office 365 và Microsoft Exchange Server.
- Microsoft Planner: Ứng dụng lên kế hoạch có trên nền tảng Microsoft Office 365.
- Office 365 Video: Một dịch vụ chia sẻ video cho người dùng doanh nghiệp với giấy phép Office 365 Academic hay Enterprise.
- Microsoft Bookings: Ứng dụng đặt cuộc hẹn có trên nền tảng Microsoft Office 365.

## Office Mobile
Office Mobile bao gồm phiên bản thu gọn và tối ưu cho màn hình cảm ứng của Word, Excel và PowerPoint. Những ứng dụng Office khác như OneNote, Lync và Outlook là những ứng dụng độc lập. Office Mobile có trên Android, iOS, Windows 10 và Windows 10 Mobile.
Office Mobile cho phép người dùng lưu và truy cập văn bản trên OneDrive, OneDrive for Business và SharePoint. Thêm vào đó, phiên bản cho Windows Phone còn cho phép người dùng lưu file cục bộ trong thiết bị. Theo Microsoft, Office Mobile cho iPhone và Android rất giống nhau, còn bản Windows Phone cung cấp "trải nghiệm phong phú và tích hợp".
Office Mobile cho iPhone được phát hành ngày 14 tháng 6 năm 2013 tại Mĩ. Hỗ trợ cho 135 thị trường và 27 ngôn ngữ đã được tung ra vài ngày sau đó và chạy trên iOS 8 trở lên. Mặc dù ứng dụng cũng hoạt động trên iPad, trừ phiên bản đầu tiên, nó được thiết kế cho màn hình hiển thị nhỏ. Office Mobile được phát hành cho điện thoại Android ngày 31 tháng 7 năm 2013 tại Mĩ. Hỗ trợ cho 117 thị trường và 33 ngôn ngữ được bổ sung từ từ vài tuần sau đó và chạy Android 4.0 trở lên. Office Mobile cho cả iOS và Android, có sẵn miễn phí lần lượt qua App Store và Google Play Store, ban đầu yêu cầu đăng ký gói Office 365 để kích hoạt, nhưng vào tháng 3 năm 2014, với sự phát hành của Office cho iPad, những ứng dụng đã được làm miễn phí hoàn toàn cho nhu cầu gia đình, mặc dù gói đăng ký vẫn bắt buộc cho doanh nghiệp.
Ngày 27 tháng 3 năm 2014, Microsoft phát hành Word, Excel và PowerPoint cho iPad. Ngày 6 tháng 11 năm 2014, Microsoft cập nhật Word, Excel và PowerPoint cho iPhone.
Ngày 21 tháng 1 năm 2015, Microsoft phát hành Word, Excel và PowerPoint cho máy tính bảng Android. Ngày 24 tháng 6 năm 2015, Microsoft cập nhật Word, Excel và Powerpoint điện thoại Android. Phiên bản Android cũng hỗ trợ vài thiết bị Chrome OS.
Tháng Một 2015, Microsoft phiên bản UWP của bộ Office cho thiết bị chạy Windows 10 gồm máy tính cá nhân, máy tính bảng và điện thoại thông minh, dựa trên bộ Office cho iOS và Android được phát hành trước đó.
Office Mobile cũng có sẵn cho, tuy nhiên không còn được hỗ trợ, trên Windows Mobile, Windows Phone và Symbian. Ngoài ra còn có Office RT, bộ Office desktop tối ưu hóa cho màn hình cảm ứng, được cài sẵn trên Windows RT.

## Tính năng chung
Phần lớn phiên bản của Microsoft Office (gồm Office 97 đến nay) dùng bộ widget riêng và không trùng hoàn toàn với hệ điều hành nguyên bản. Rõ ràng nhất trong Microsoft Office XP và 2003, menus chuẩn bị thay thế bởi menu có màu, phẳng và đổ bóng. Giao diện người dùng của một phiên bản Microsoft Office thường có ảnh hưởng lớn lên bản Microsoft Windows tiếp theo. Ví dụ, thanh toolbar, nút bấm màu và giao diện xám 3-D của Office 4.3 được thêm vào Windows 95, và thanh ribbon, xuất hiện lần đâu trong Office 2007, được thêm vào một số phần mềm tích hợp trong Windows 7 và sau này. Năm 2012, Office 2013 bắt chước thiết kế phẳng hình hộp của Windows 8.
Người dùng Microsoft Office có thể truy cập dữ liệu ngoại vi bằng file.odc (Office Data Connection).
Windows và Office đều dùng các gói dịch vụ để cập nhật phần mềm. Office có bản vá không tích lũy và đã bị dừng từ sau Office 2000 Service Release 1.
Các phiên bản Office cũ thường có trứng Phục Sinh. Ví dụ, Excel 97 có một bộ mô phỏng máy bay. Office XP và sau này không còn trứng Phục Sinh theo những chỉ dẫn TwC (Trustworthy Computing, tạm dịch: Phần mềm đáng tin cậy).

## Các định dạng và siêu dữ liệu
Microsoft Office trước Office 2007 sử dụng định dạng file độc quyền OLE Compound File Binary Format. Nghĩa là người dùng khi chia sẻ dữ liệu phải cài đặt nền tảng phần mềm tương tự. Năm 2008, Microsoft làm tài liệu chỉ dẫn các định dạng Office nhị phân miễn phí để tải về và cho phép quyền sáng chế cho việc sử dụng chúng miễn phí dưới Open Specification Promise. Trước đó, Microsoft cũng đã cung cấp chỉ dẫn này miễn phí nhưng chỉ khi được yêu cầu.
Từ Office 2007, định dạng mặc định là một phiên bản của Office Open XML, tuy có khác so với bản được được chuẩn hóa và phát hành bởi Tổ chức Ecma Quốc tế và bởi ISO/IEC. Microsoft cấp quyền sáng chế cho công nghệ định dạng với Open Specification Promise và đã làm bộ chuyển đổi có thể tải về miễn phí cho các phiên bản Microsoft Office trước gồm Office 2003, Office XP, Office 2000 và Office 2004 cho Mac OS X. Phần mềm bên thứ ba của Office Open XML có trên Windows (LibreOffice, tất cả nền tảng), macOS (iWork '08, LibreOffice) và Linux (LibreOffice và OpenOffice.org 3.0). Ngoài ra, Office 2010, Gói Dịch vụ 2 cho Office 2007 và Office 2016 cho Mac đều hỗ trợ OpenDocument Format (ODF) cho việc mở và xem văn bản.
Microsoft cung cấp khả năng loại bỏ siêu dữ liệu từ văn bản Office. Đây là giải pháp cho các sự cố về thông tin nhạy cảm của một văn bản bị rò rỉ thông qua siêu dữ liệu. Xóa siêu dữ liệu có sẵn từ 2004, khi Microsoft công cụ Remove Hidden Data Add-in for Office 2003/XP cho mục đích này. Nó đã được tích hợp thẳng vào Office 2007 trong tính năng Document Inspector.

## Khả năng mở rộng
Một tính năng lớn của bộ Office là khả năng cho người dùng và công ty bên thứ ba viết add-in (plug-in) mở rộng khả năng của ứng dụng bằng câu lệnh tùy biến và những tính năng chuyên biệt. Một trong những tính năng mới là Office Store. Plugin và những công cụ khác có thể được tải về bởi người dùng. Lập trình viên có thể kiếm tiền bằng cách bán chương trình ở Office Store. Lợi tức được chia giữa nhà phát triển và Microsoft và nhà phát triển nhận 80% số tiền. Nhà phát triển có thể chia sẻ chương trình với tất cả người dùng Office.
Các ứng dụng đi cùng văn bản và nhà phát triển quyết định người dùng sẽ thấy gì khi họ xem nó. Người nhận có thể tải ứng dụng từ Office Store miễn phí, bắt đầu kỳ dùng thử miễn phí hoặc chuyển hướng đến thanh toán. Với khả năng điện toán đám mây của Office, phòng IT có thể tạo một bộ ứng dụng cho nhân viên doanh nghiệp của họ nhằm tăng hiệu suất làm việc. Khi nhân viên vào Office Store, họ sẽ thấy ứng dụng của công ty dưới My Organization. Những ứng dụng mà mỗi nhân viên đã tải về sẽ hiển thị ở phần My Apps. Lập trình viên có thể dùng công nghệ web như HTML5, XML, CSS3, JavaScript, và các API để tạo ra các ứng dụng. Một ứng dụng cho Office là một trang web được host trong chương trình Office. Người dùng có thể dùng ứng dụng để tăng thêm chức năng của văn bản, tin nhắn email, yêu cầu cuộc họp hay cuộc hẹn. Ứng dụng có thể chạy trong nhiều môi trường và nhiều máy khách, gồm Office desktop, Ứng dụng Office Web, trình duyệt web và trong đám mây. Loại add-in được hỗ trợ thay đổi theo phiên bản Office:
- Office 97 về sau (Windows DLL như Word WLLs và Excel XLLs)
- Office 2000 về sau (add-in COM)[42]
- Office XP về sau (add-in COM/OLE tự động)[43]
- Office 2003 về sau (Add-in được kiểm soát mã – VSTO)[44]

## Bảo mật mật khẩu
Microsoft Office có một tính năng bảo mật cho phép người dùng mã hóa văn bản Office (Word, Excel, PowerPoint, Access, Skype Business) bằng một mật khẩu từ người dùng. Mật khẩu có thể chứa tối đa 255 ký tự và sử dụng AES 128 bit theo mặc định. Mật khẩu cũng có thể dùng để hạn chế sửa đổi văn bản, bảng tính hay bài trình chiếu. Tuy nhiên, do thiếu mã hóa văn bản nên mật khẩu có thể bị xóa bỏ phần mềm bên thứ ba.

## Các phiên bản
Tất cả phiên bản của Microsoft Office trước Microsoft Office 2016 đều được nhận mười năm hỗ trợ từ ngày phát hành, trong thời gian đó Microsoft phát hành các bản cập nhật bảo mật và cung cấp hỗ trợ kĩ thuật. Vòng đời này gồm hai giai đoạn 5 năm: giai đoạn chính và giai đoạn mở rộng. Trong giai đoạn chính, Microsoft có thể hỗ trợ kĩ thuật giới hạn và phát hành cập nhật khác bảo mật hoặc thay đổi thiết kế sản phẩm. Trong giai đoạn mở rộng, những dịch vụ trên bị dừng.
Từ Microsoft Office 2016, Microsoft sử dụng "Modern Lifecycle Policy" (tạm dịch: "Chính sách Vòng đời Hiện đại") yêu cầu khách hàng giữ nguyên phiên bản để được hỗ trợ.
Microsoft hỗ trợ Office cho hệ điều hành Windows và macOS, cũng như phiên bản di động như Windows Phone, Android và iOS. Bắt đầu từ Mac Office 4.2, bản Office cho macOS và Windows dùng chung định dạng file và có thể hoạt động với nhau. Hỗ trợ cho Visual Basic for Applications bị bỏ trong Microsoft Office 2008 cho Mac, và được thêm lại vào Office for Mac 2011.
Microsoft từng thử vào giữa thập niên 1990 để di chuyển Office lên vi xử lý RISC như NEC/MIPS và IBM/PowerPC nhưng gặp vấn đề như việc truy cập bộ nhớ bị cản trở bởi những yêu cầu cấu trúc dữ liệu. Tuy nhiên Microsoft Word 97 và Excel 97 có thể chạy trên nền tảng DEC Alpha. Khó khăn trong việc chuyển đổi này có thể một nguyên nhận việc Windows NT chỉ hoạt động trên chip Intel.
Năm 2006, Stuart Cohen, CEO của Phòng thí nghiệm Phát triển Mã nguồn mở, giả định rằng Microsoft rồi sẽ phát hành một bản Office cho Linux, và đã xảy ra qua Microsoft Office Mobile cho điện thoại Android (Android 4.0 trở lên) năm 2013 và máy tính bản (Android 4.4 trở lên) năm 2015. Office cũng có trên iOS, một nền tảng tương tự Unix.

### Giấy phép
Microsoft Office được cấp phép qua bán lẻ, giấy phép số lượng lớn và phần mềm dịch vụ. Giấy phép số lượng lớn gồm giấy phép OEM cho Microsoft Office đóng gói với máy tính cá nhân và Microsoft Software Assurance. Phần mềm dịch vụ được gọi là Microsoft Office 365 bắt đầu từ 28 tháng 6 năm 2011.
Để hỗ trợ việc bán lẻ, Microsoft có "Home Use Program" (HUP) cho phép nhân viên của một tổ chức sử dụng sản phẩm Microsoft Office cho gia đình.
Học sinh sau trung học có thể nhận phiên bản University của Microsoft Office 365 (mặc dù cái tên, học sinh cao đẳng vẫn có thể nhận nó). Nó giới hạn cho một người dùng và hai thiết bị, cộng thêm giá đăng ký có hiệu lực trong bốn năm thay vì một. Ngoài những điều ấy, bản University giống với bản Home Premium. Đầy là lần đầu tiên Microsoft không cung cấp phần cứng hay phần mềm vĩnh viễn với mức giá học đường, trái với bản University của Office 2010 và Office 2011. Thêm vào đó, sinh viên đủ điều kiện cho chương trình DreamSpark có thể nhận ứng dụng Microsoft Office riêng biệt miễn phí.

## Ứng dụng và tính năng bị dừng
- Microsoft Binder: Gộp vài văn bản vào một file và được thiết kế như một hệ thống lưu trữ những văn bản liên quan vào một file. Sự phức tạp và khó học dẫn đến nhu cầu dùng ít và bị bỏ từ Office XP.
- Microsoft FrontPage: một trình biên tập WYSIWYG HTML và quản trị website cho Windows. Là một phần của bộ Office từ 1997 đến 2003, FrontPage bị dừng vào tháng 12 năm 2006 và thay thế bởi Microsoft SharePoint Designer và Microsoft Expression Web.
- Microsoft InfoPath: Chương trình Windows để thiết kế và phên phối mẫu đơn XML. Office 2013 là phiên bản cuối có InfoPath.[54]
- Microsoft Mail: Chương trình mail (trong những phiên bản Office cũ, bị thay thế bởi Microsoft Schedule Plus và sau này là Microsoft Outlook).
- Microsoft Office Accounting
- Microsoft Office Document Image Writer: một máy in ảo nhận văn bản từ Microsoft Office hay chương trình nào khác và in chúng hoặc lưu chúng thành file ảnh TIFF hay Microsoft Document Imaging Format. Bị bỏ từ Office 2010.[55]
- Microsoft Office Document Imaging: chương trình hỗ trợ chỉnh sửa văn bản quét. Bị bỏ từ Office 2010.[55]
- Microsoft Office Document Scanning: một chương trình quét và nhận dạng ký tự quang học (OCR). Bị bỏ từ Office 2010.[55]
- Microsoft PhotoDraw 2000: Chương trình đồ họa nằm trong bộ Office 2000 Premium Edition. Một phiên bản khác tương thích với Windows XP được phát hành là PhotoDraw 2000 Version 2. Microsoft ngừng chương trình này từ 2001.
- Microsoft Photo Editor: Phần mềm chỉnh sử ảnh/đồ họa raster trong các phiên bản Office cũ cho đến Office XP. Bổ sung bởi Microsoft PhotoDraw trong Office 2000 Premium.
- Microsoft Schedule Plus: Được phát hành với Office 95. Nó có một bộ lên kế hoạch to-do list, and contact information. Its functions were incorporated into Microsoft Outlook.
- Microsoft Virtual PC: Có trong Microsoft Office Professional Edition 2004 cho Mac. Microsoft dừng hỗ trợ cho Virtual PC năm 2006 do các máy Mac mới dùng chip Intel giống như máy tính Windows.[56] Nó mô phỏng một chiếc máy tính cá nhân thông dụng và phần cứng của nó.
- Microsoft Vizact 2000: Một chương trình "kích hoạt" văn bản bằng HTML, thêm hiệu ứng như hình động, cho phép người dùng tạo văn bản Web động. Ngừng phát triển do ít được quan tâm.
- Microsoft Data Analyzer 2002: Một chương trình kinh doanh thông minh cho biểu thị dữ liệu và phân tích bằng đồ họa trực quan.
- Office Assistant, có từ Office 97 (Windows) và Office 98 (Mac) như một phần của công nghệ Microsoft Agent, là một hệ thống sử dụng nhân vật hoạt hình để cung cấp gợi ý nhạy với hoàn cảnh cho người dùng và truy cập vào hệ thống hỗ trợ. Assistant thường được mệnh danh là "Clippy" hay "Clippit", do nhân vật mặc định là một cái kẹp giấy (paper clip trong Tiếng Anh), mã hóa là CLIPPIT.ACS. Phiên bản Office gần đây nhất có Office Assistant là Office 2003 (Windows) và Office 2004 (Mac).
- Microsoft SharePoint Workspace (trước đó là Microsoft Office Groove): một phần mềm cộng tác văn bản ngang hành độc quyền được thiết kế cho nhóm có thành viên thường xuyên ngoại tuyến hay không có chung bảo mật mạng kết nối.
- Microsoft SharePoint Designer: Ban đầu là một trình soạn thảo HTML WYSIWYG và công cụ quản trị website, Microsoft cố biến nó thành trình soạn HTML chuyên biệt cho website SharePoint nhưng thất bại và phải ngừng nó.
- Microsoft Office InterConnect: cơ sở dữ liệu quan hệ doanh nghiệp chỉ có ở Nhật Bản
- Microsoft Office Picture Manager: phần mềm quản lý hình ảnh cơ bản (tương tự như Picasa của Google hay Photoshop Elements của Adobe), thay thế Microsoft Photo Editor
- Microsoft Entourage: Bản sao của Outlook trên macOS, Microsoft cho dừng nó để phát triển thương hiệu Outlook.

### Ứng dụng máy chủ bị dừng
- Microsoft Office Forms Server: Cho phép người dùng sử dụng trình duyệt để truy cập và điền các mẫu đơn InfoPath. Office Forms Server là một máy chủ riêng với InfoPath Forms Services.
- Microsoft Office Groove Server: Quản lý trung tâm sự triển khai của Microsoft Office Groove trong doanh nghiệp
- Microsoft Office Project Portfolio Server: Cho phép tạo danh mục dự án, bao gồm luồng công việc, lưu trữ trung tâm
- Microsoft Office PerformancePoint Server: Cho phép khách hàng kiểm soát, phân tích và lên kế hoạch công việc

### Dịch vụ web bị dừng
- Office Live
  - Office Live Small Business: dịch vụ lưu trữ website và công cụ cộng tác trực tuyến cho doanh nghiệp nhỏ
  - Office Live Workspace: Dịch vụ quản lý và lưu trữ văn bản trực tuyến, bị dừng bởi Office Online
- Office Live Meeting: Dịch vụ hội nghị web

## Chỉ trích
Microsoft Office từng bị chỉ trích vì sử dụng định dạng file độc quyền thay vì tiêu chuẩn mở, bắt người dùng phải cài đặt phần mềm nếu muốn chia sẻ dữ liệu. Tuy nhiên ngày 15 tháng 2 năm 2008, Microsoft đã cho toàn bộ tài liệu hướng dẫn cho định dạng Office nhị phân miễn phí với Open Specification Promise. Đồng thời, Office Open XML, định dạng mới nhất của Office trên Windows và Mac, đã được chuẩn hóa theo cả Ecma International và ISO. Tổ chức Ecma Quốc tế đã phát hành đặc điểm kĩ thuật của Office Open XML miễn phí bản quyền và Microsoft đã cho quyền sáng chế cho công nghệ này với Open Specification Promise và làm bộ chuyển đổi cho phiên bản Microsoft Office cũ miễn phí gồm Office 2003, Office XP, Office 2000 và Office 2004 cho Mac. Triển khai bên thứ ba của Office Open XML xuất hiện trên nền tảng Mac (iWork 08) và Linux (OpenOffice.org 2.3 - Novell Edition).
Một điểm khác là Microsoft Office thiếu sự hỗ trợ trong phiên bản Mac cho Unicode và ngôn ngữ hai hướng, điển hình là Ả rập và Hebrew. Vấn đề này tồn tại từ phiên bản 1989 và chỉ được giải quyết trong phiên bản 2016.

## Dòng thời gian
Bản mẫu:Phiên bản
| Phiên bản Office                    | Số phiên bản | Hệ điều hành tối thiểu | Hệ điều hành tối thiểu | Ngày kết thúc hỗ trợ        | Ngày kết thúc hỗ trợ        |
| Phiên bản Office                    | Số phiên bản | Hệ điều hành tối thiểu | Hệ điều hành tối thiểu | Chính thức                  | Mở rộng                     |
| ----------------------------------- | ------------ | ---------------------- | ---------------------- | --------------------------- | --------------------------- |
| 2019                                | 16.0         | Phiên bản Windows      | 10                     | 10 tháng 10, 2023           | 14 tháng 10, 2025           |
| 2016                                | 16.0         | Phiên bản Windows      | 7 SP1                  | 13 tháng 10, 2020           | 14 tháng 10, 2025           |
| 2013                                | 15.0         | Phiên bản Windows      | 7                      | 10 tháng 4, 2018            | 11 tháng 4, 2023            |
| 2010                                | 14.0         | Phiên bản Windows      | XP SP3                 | 13 tháng 10, 2015           | 13 tháng 10, 2020           |
| 2007                                | 12.0         | Phiên bản Windows      | XP SP2                 | 9 tháng 10, 2012            | 10 tháng 10, 2017           |
| 2003                                | 11.0         | Phiên bản Windows      | 2000 SP3               | 14 tháng 4, 2009            | 8 tháng 4, 2014             |
| XP                                  | 10.0         | Phiên bản Windows      | 98 hoặc NT 4 SP6a      | 11 tháng 7, 2006            | 12 tháng 7, 2011            |
| 2000                                | 9.0          | Phiên bản Windows      | 95 hoặc NT 4 SP3       | 30 tháng 6, 2004            | 14 tháng 7, 2009            |
| 97                                  | 8.0          | Phiên bản Windows      | NT 3.51, 95            | 31 tháng 8, 2001            | 28 tháng 2, 2002            |
| 95                                  | 7.0          | Phiên bản Windows      | NT 3.51, 95            | 31 tháng 12, 2001           | —                           |
| 4.x                                 | 6.0          | Phiên bản Windows      | 3.1                    | 1 tháng 11, 2000            | —                           |
| 3.x                                 | Various      | Phiên bản Windows      | 3.0                    | 30 tháng 10, 1998           | —                           |
| 2019 for Mac                        | 16.0         | macOS                  | 10.12 – 10.14          | 10 tháng 10, 2023           | —                           |
| 2016 for Mac                        | 15.0         | macOS                  | 10.10 – 10.13          | 13 tháng 11, 2020           | —                           |
| 2011 for Mac                        | 14.0         | macOS                  | 10.5 (Intel) – 10.12   | 10 tháng 10, 2017           | —                           |
| 2008 for Mac                        | 12.0         | macOS                  | 10.4 (PPC) – 10.12     | 9 tháng 4, 2013             | —                           |
| 2004 for Mac                        | 11.0         | macOS                  | 10.2 – 10.6            | 10 tháng 1, 2012            | —                           |
| v. X                                | 10.0         | macOS                  | 10.1 – 10.6            | 9 tháng 1, 2007             | —                           |
| 2001                                | 9.0          | Classic Mac OS         | 8.1 (PPC)              | 31 tháng 12, 2005           | —                           |
| 98 Macintosh Edition                | 8.0          | Classic Mac OS         | 7.5 (PPC)              | 30 tháng 6, 2003            | —                           |
| 4.2                                 | 7.0          | Classic Mac OS         | 7.0 (68K)              | 31 tháng 12, 1996           | —                           |
| 3.0                                 | 6.0          | Classic Mac OS         | ?                      | 1 tháng, 2001               | —                           |
| Android cho Word, Excel, PowerPoint | 15.0         | Android                | 4.4.x KitKat           | Dựa trên đăng ký Office 365 | Dựa trên đăng ký Office 365 |
| iOS cho Word, Excel, PowerPoint     | 2.24         | iOS                    | iOS 11                 | Dựa trên đăng ký Office 365 | Dựa trên đăng ký Office 365 |

Unable to compile EasyTimeline input:

Timeline generation failed: 5 errors found

Line 29:    at:06/07/2025 color:today width:0.1

- LineData attribute 'at' invalid.

```
 Date '06/07/2025' not within range as specified by command Period.

```

Line 33:     from:09/07/2015 till:06/07/2025 shift:(88,-5) textcolor:mytext text:Microsoft Office 2016 for Mac

- Plotdata attribute 'till' invalid.

```
 Date '06/07/2025' not within range as specified by command Period.

```

Line 35:     from:06/07/2025 till:13/10/2020

- Plotdata attribute 'from' invalid.

```
 Date '06/07/2025' not within range as specified by command Period.

```

Line 40:     from:09/12/2010 till:06/07/2025 shift:(0,-5) textcolor:mytext text:Microsoft Office for Mac 2011

- Plotdata attribute 'till' invalid.

```
 Date '06/07/2025' not within range as specified by command Period.

```

Line 42:     from:06/07/2025 till:10/10/2017

- Plotdata attribute 'from' invalid.

```
 Date '06/07/2025' not within range as specified by command Period.

```

## Lịch sử phiên bản

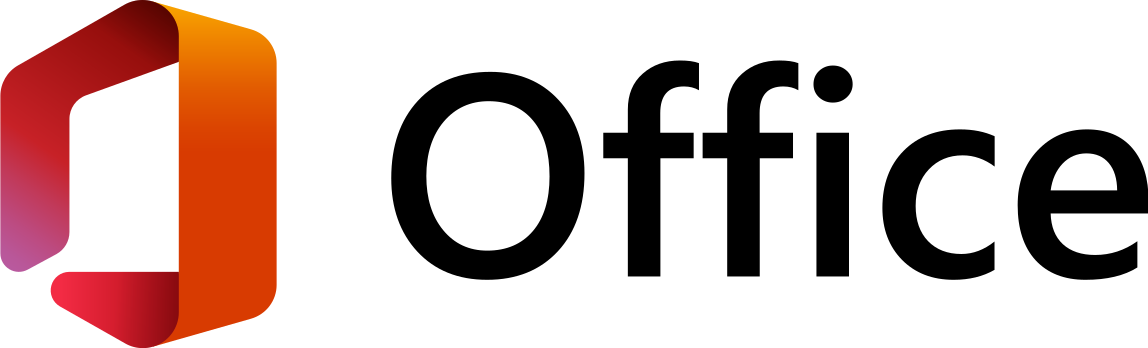
Logo của Microsoft Office (2019)

### Phiên bản Windows

#### Microsoft Office for Windows
Microsoft Office for Windows bắt đầu từ tháng 10 năm 1990 gồm ba chương trình chạy trên Microsoft Windows 3.0: Microsoft Word for Windows 1.1, Microsoft Excel for Windows 2.0 và Microsoft PowerPoint for Windows 2.0.
Microsoft Office for Windows 1.5 cập nhật bộ Office với Microsoft Excel 3.0.
Phiên bản 1.6 thêm Microsoft Mail for PC Networks 2.1 vào bộ Office.

#### Microsoft Office 3.0
Microsoft Office 3.0, còn gọi là Microsoft Office 92, được phát hành ngày 30 tháng 8 năm 1992 và có Word 2.0, Excel 4.0, PowerPoint 3.0 và Mail 3.0. Đây là phiên bản đầu tiên của Office phát hành trên CD-ROM. Năm 1993, The Microsoft Office Professional được phát hành với sự xuất hiện của Microsoft Access 1.1.

#### Microsoft Office 4.x
Năm 1993, Microsoft Office 4.0 được phát hành với Word 6.0, Excel 4.0a, PowerPoint 3.0 và Mail. Số phiên bản của Word nhảy từ 2.0 lên 6.0 để giống với số phiên bản trong bản Office cho MS-DOS và Macintosh (Excel và PowerPoint đã được đánh số giống với bản Macintosh).
Microsoft Office 4.2 for Windows NT được phát hành năm 1994 cho cấu trúc i386, Alpha, MIPS và PowerPC chứa Word 6.0 và Excel 5.0 (đều là 32-bit, PowerPoint 4.0 (16-bit) và Microsoft Office Manager 4.2 (tiền thân của Office Shortcut Bar).

#### Microsoft Office 95 và 97
Microsoft Office 95 được phát hành ngày 24 tháng 8 năm 1995. Số phiên bản được chỉnh cho thống nhất toàn bộ—tất cả đều có số phiên bản 7.0 và đều bị bỏ qua những số khác trừ Word. Được thiết kế thành bản 32-bit để đi cùng Windows 95, Office 95 có hai phiên bản, Office 95 Standard và Office 95 Professional. Phiên bản chuẩn có Word 7.0, Excel 7.0, PowerPoint 7.0 và Schedule+ 7.0. Bản chuyên nghiệp gồm tất cả ứng dụng của bản chuẩn và Microsoft Access 7.0. Nếu bản chuyên nghiệp được mua dưới dạng CD-ROM, nó cũng sẽ có Bookshelf.
Logo của Office 95 cũng được dùng trong Office 97, 2000 và XP. Microsoft Office 98 Macintosh Edition cũng dùng logo tương tự.
Microsoft Office 97 (Office 8.0) được thêm hàng trăm tính năng mới và cải tiến như thanh điều khiển, mô hình mà trong đó menu và thanh công cụ gần giống nhau trong thiết kế và khả năng. Office 97 cũng có Natural Language Systems kiểm tra ngữ pháp. Office 97 là phiên bản đầu Office đầu tiên xuất hiện Office Assistant. Tại Brazil, đây cũng là phiên bản đầu tiên có Registration Wizard, tiền thân của Microsoft Product Activation.

#### Microsoft Office 2000 đến 2003
Microsoft Office 2000 (Office 9.0) xuất hiện menu thích ứng, với những lựa chọn ít dùng bị giấu khỏi người dùng. Nó đồng thời có tính năng bảo mật mới, liên quan đến chữ ký số nhằm ngăn chặn các virus macro. Office 2000 tự động cho phép macro (viết bằng VBA 6) có chữ ký số của tác giả đã được tin cậy. Registration Wizard, tiền thân của Microsoft Product Activation, tồn tại ở Brazil và mở rộng đến Australia và New Zealand mặc dù không có cho bản cấp phép số lượng lớn. Bản học đường ở Mỹ và Canada cũng có Registration Wizard.
Microsoft Office XP (Office 10.0 hay Office 2002) được phát hành cùng Windows XP và là bản nâng cấp quan trọng với nhiều thay đổi và cải tiến so với Office 2000. Office XP giới thiệu tính năng Safe Mode cho phép ứng dụng như Outlook khởi động thành công dù đáng lẽ thất bại bằng cách bỏ qua registry hỏng hoặc add-in hư. Smart tag là công nghệ mới có trong Word và Excel, bị ngừng từ Office 2010. Office XP điều khiển giọng nói được tích hợp sẵn và khả năng đọc văn bản cũng như nhận dạng chữ viết tay. Đây là phiên bản đầu tiên yêu cầu Microsoft Product Activation trên toàn thế giới và trong mọi phiên bản như một biện phản chống ăn cắp và nhận được nhiều ý kiến trái chiều. Product Activation chỉ có trong Office for Mac từ Office 2011 for Mac.
Microsoft Office 2003 (Office 11.0) được phát hành năm 2003 và có logo mới. Hai ứng dụng mới xuất hiện trong Office 2003: Microsoft InfoPath và OneNote. Đây là phiên bản đầu tiên sử dụng icon mới rực rỡ hơn. Outlook 2003 được cải thiện các chức năng trong nhiều tác vụ, gồm chứng thực Kerberos, RPC qua HTTP, Cached Exchange Modevà bộ lọc mail rác hiệu quả hơn.

#### Microsoft Office 2007
Microsoft Office 2007 (Office 12.0) được phát hành năm 2007. Tính năng mới của Office 2007 gồm giao diện đồ họa người dùng mới được gọi là Fluent User Interface, thay thế menu và thanh công cụ đã từng là nền tảng của Office với Ribbon, thanh công cụ dạng thẻ; định dạng file mới dựa trên XML gọi là Office Open XML; và Groove, một ứng dụng phần mềm cộng tác.

#### Microsoft Office 2010
Microsoft Office 2010 (Office 14.0 do Microsoft bỏ qua số 13.0) hoàn tất ngày 15 tháng 4 năm 2010 và sẵn sàng cho khách hàng ngày 15 tháng 6 năm 2010. Tính năng chính của Office 2010 menu file mới, công cụ mới cho cộng tác, thanh ribbon tùy chỉnh được, chế độ an toàn và một bảng điều hướng. Đây là phiên bản đầu tiên có bản 32-bit và 64-bit. Microsoft Office 2010 có logo mới, tương tự logo 2007 trừ màu vàng có sự chỉnh sửa hình dạng.
Microsoft phát hành Service Pack 1 cho Office 2010 ngày 28 tháng 6 năm 2011.

#### Microsoft Office 2013
Một bản xem trước của Microsoft Office 2013 (Build 15.0.3612.1010) được phát hành ngày 30 tháng 1 năm 2012 và một bản Customer Preview dành cho khách hàng được phát hành ngày 16 tháng 7 năm 2012. Giao diện người dùng được cách tân dựa theo Metro, giao diện của Windows Phone và Windows 8. Microsoft Outlook nhận được thay đổi lớn nhất đến giờ; ví dụ, giao diện Metro thể hiện những tác vụ được lên kế hoạch trước mới hơn. PowerPoint có nhiều bản mẫu và hiệu ứng chuyển slide hơn, còn OneNote có một màn hình khởi động mới. Ngày 16 tháng 5 năm 2011, hình ảnh của Office 15 được tiết lộ, cho thấy Excel với công cụ lọc dữ liệu theo mốc thời gian, khả năng đổi số La Mã sang số Ả Rập và tích hợp các hàm lượng giác nâng cao. Với Word, khả năng chèn video và audio trực tuyến và trình chiếu văn bản trực tuyến được triển khai. Microsoft đã hứa sẽ hỗ trợ Office Open XML Strict bắt đầu từ phiên bản 15, định dạng mà Microsoft đã trình lên ISO cho khả năng tương thích và hoạt động với các bộ Office khác và để hỗ trợ cho công chúng. Phiên bản này có thể đọc và viết ODF 1.2 (chỉ trên Windows).
Ngày 24 tháng 10 năm 2012, Office 2013 Professional Plus sẵn sàng phát hành và có thể tải về cho người đăng ký TechNet và MSDN. Ngày 15 tháng 11 năm 2012, bản dùng thử 60 ngày được phát hành cho công chúng tải về.

#### Microsoft Office 2016
Ngày 22 tháng 1 năm 2015, blog của Microsoft Office thông báo rằng phiên bản tiếp theo của bộ Office cho máy tính Windows, Office 2016, đang trong quá trình phát triển. Ngày 4 tháng 5 năm 2015, bản xem thử của Microsoft Office 2016 được phát hành cho tất cả mọi người. Office 2016 được phát hành cho OS X ngày 9 tháng 7 năm 2015 và cho Windows ngày 22 tháng 10 năm 2015.
Office 2016 có nhiều tính năng cải thiện việc cộng tác và chia sẻ qua nền Web như tạo, mở, chỉnh sửa, lưu và chèn file từ đám mây dễ dàng, cộng tác thời gian thực cho người dùng Word hoặc/và Office Online, công cụ tìm kiếm thông tin Smart Lookup. Ngoài ra Office 2016 đổi tiêu đề các thẻ ribbon thành chữ thường (ở Office 2013 là chữ in hoa) và có công cụ tìm kiếm mới gọi là "Tell Me".

#### Microsoft Office 2019
Ngày 26 tháng 10 năm 2017, Microsoft thông báo rằng bản Office tiếp theo cho máy tính Windows, Office 2019, đang trong giai đoạn phát triển và được lên kế hoạch để phát hành nửa cuối năm 2018, với bản xem thử bắt đầu từ giữa năm.

### Phiên bản Mac
Trước khi đóng gói các ứng dụng văn phòng cho Mac OS vào bộ Office, Microsoft phát hành bản Mac của Word 1.0 năm 1984, năm đầu tiên của máy tính Macintosh; Excel 1.0 năm 1985; PowerPoint 1.0 năm 1987. Microsoft không cho ứng dụng Access vào bộ Office for Mac.
Microsoft thêm một vài tính năng vào bộ Office for Mac trước khi cho vào bản Windows, ví dụ như Office Project Gallery và tính năng PowerPoint Movie của Office for Mac 2001, cho phép người dùng lưu bài thuyết trình dưới dạng phim QuickTime. Tuy nhiên, Microsoft Office for Mac từ lâu đã bị chỉ trích vì thiếu hỗ trợ cho Unicode và ngôn ngữ phải sang trái như Ả Rập, Hebrew và Persian.

#### Những bản Office for Mac đầu tiên (1989–1994)
Microsoft Office for Mac ra mắt lần đầu năm 1989, trước khi Office được phát hành cho Windows. Nó có Word 4.0, Excel 2.2, PowerPoint 2.01 và Mail 1.37. Ban đầu nó là một quảng cáo ngắn hạn nhưng rồi trở thành sản phẩm thường kỳ. Với sự phát hành của Office trên CD-ROM năm đấy, Microsoft trở thành nhà phát hành Mac lớn đầu tiên đem ứng dụng lên CD-ROM.
Microsoft Office 1.5 for Mac được phát hành năm 1991 và có Excel 3.0, ứng dụng đầu tiên hỗ trợ hệ điều hành System 7 của Apple.
Microsoft Office 3.0 for Mac được phát hành năm 1992 gồm Word 5.0, Excel 4.0, PowerPoint 3.0 và Mail Client. Excel 4.0 là ứng dụng đầu tiên hỗ trợ AppleScript.
Microsoft Office 4.2 for Mac được phát hành năm 1994 (Bản 4.0 bị bỏ qua để đồng bộ với số phiên bản trên Windows). Bản 4.2 gồm có Word 6.0, Excel 5.0, PowerPoint 4.0 và Mail 3.2. Đây là bộ Office đầu tiên dành cho Power Macintosh. Giao diện của nó giống với giao diện của Office 4.2 for Windows khiến nhiều khách hàng cho rằng nó không giống Mac cho lắm. Phát hành cuối cùng dành cho Mac 68K là Office 4.2.1, cập Word lên phiên bản 6.0.1, với cải thiện về hiệu năng.

#### Microsoft Office 98 Phiên bản Macintosh
Microsoft Office 98 Phiên bản Macintosh ra mắt tại MacWorld Expo/San Francisco năm 1998. Nó giới thiệu trình duyệt web Internet Explorer 4.0 và Outlook Express, một trình duyệt e-mail và đọc Usenet newsgroup. Office 98 được thiết kế lại bởi đơn vị APEX của Microsoft làm khách hàng hài lòng với giao diện hợp Mac hơn. Nó có thể cài đặt kéo và thả, có ứng dụng tự sửa chữa và Ý điển Nhanh trước khi những tính năng này có trên Office for Windows. Đây cũng là phiên bản đầu tiên hỗ trợ phim QuickTime.

#### Microsoft Office 2001 và v. X
Microsoft Office 2001 được phát hành năm 2000 và là bộ Office cuối cùng cho Mac OS cũ. Nó yêu cầu vi xử lý PowerPC. Phiên bản này gồm có Entourage, trình duyệt mail có các công cụ quản lý như lịch, sổ địa chỉ, danh sách công việc và ghi chú.
Microsoft Office v. X được phát hành năm 2001 và là phiên bản Microsoft Office đầu tiên cho Mac OS X. Hỗ trợ cho Office v. X kết thúc ngày 9 tháng 1 năm 2007 sau khi bản cập nhật cuối được phát hành 10.1.9 Office v.X gồm có Word X, Excel X, PowerPoint X, Entourage X, MSN Messenger for Mac và Windows Media Player 9 for Mac; đây là phiên bản Office for Mac cuối cùng có có Internet Explorer for Mac.

#### Office 2004
Microsoft Office 2004 for Mac được phát hành ngày 11 tháng 5 năm 2004. Nó gồm có Microsoft Word, Excel, PowerPoint, Entourage và Virtual PC. Đây là phiên bản Office cuối cùng chỉ được thiết kế cho PowerPC và chính thức hỗ trợ vi xử lý G3, những bản sau đó đều yêu cầu vi xử lý G4, G5 hoặc Intel. Đáng chú ý, Office 2004 hỗ trợ Visual Basic for Applications (VBA), tính năng không có trong Office 2008. Điều này khiến Microsoft phải kéo dài hỗ trợ cho Office 2004 từ ngày 10 tháng 10 năm 2009 sang ngày 10 tháng 1 năm 2012. Tính năng VBA được thêm vào lại Office 2011 và chỉ tương thích với vi xử lý Intel.

#### Office 2008
Microsoft Office 2008 for Mac được phát hành ngày 15 tháng 1 năm 2008. Đây là bộ Office for Mac duy nhất biên dịch thành universal binary, trở thành phiên bản đầu tiên hỗ trợ Intel và bản cuối cùng hỗ trợ vi xử lý G4 và G5, mặc dù không tương thích với vi xử lý G3. Tính năng mới gồm hỗ trợ cho định dạng Office Open XML mới xuất hiện trong Office 2007 for Windows, và bảo mật mật khẩu mạnh hơn sử dụng AES-128 và SHA-1. Các bài kiểm tra cho thấy so với phiên bản tiền nhiệm, Office 2008 chạy với tốc độ tương đương trên máy tính Intel và chạy chậm hơn trên thiết bị PowerPC. Office 2008 còn thiếu hỗ trợ cho Visual Basic for Applications (VBA) khiến nó chỉ được hỗ trợ chính thức bổ sung 15 tháng so với Office 2004. Tuy nhiên, năm tháng sau khi phát hành, Microsoft thông báo rằng Office 2008 đang "bán nhanh hơn bất kì phiên bản Office for Mac nào trong suốt 19 năm" và khẳng định "sự cam kết tới những sản phẩm tương lai cho Mac."

#### Office 2011
Microsoft Office for Mac 2011 được phát hành ngày 26 thang 10 năm 2010. Đây là phiên bản Office for Mac đầu tiên biện dịch độc quyền cho vi xử lý Intel, dừng hỗ trợ cho kiến trúc PowerPC. Nó một phiên bản OS X của Outlook thay thế Entourage. Phiên bản Outlook này dự định làm cho Office cho OS X hoạt động tốt hơn với Microsoft Exchange Server và những người sử dụng Office for Windows. Giao diện Office 2011 có thanh Ribbon dựa theo Mac tương tự như Office for Windows.

#### OneNote và Outlook (2014)
Microsoft OneNote for Mac được phát hành ngày 17 tháng 3 năm 2014, đánh dấu lần phát hành đầu tiên của phần mềm ghi chú cho máy Mac. Tất cả người dùng Mac App Store trên OS X Mavericks đều có thể tải ứng dụng về miễn phí.
Microsoft Outlook 2016 for Mac ra mắt lần đầu ngày 31 tháng 10 năm 2014. Nó yêu cầu đăng ký Office 365 trả tiền, nghĩa là Office 2011 bán lẻ hoặc giấy phép số lượng lớn không thể kích hoạt phiên bản Outlook này. Vào cùng ngày, Microsoft xác nhận rằng sẽ phát hành phiên bản Office for Mac tiếp theo vào cuối năm 2015.
Mặc dù ngưng hỗ trợ cho các bản OS X cũ và chỉ hỗ trợ các phiên bản OS X 64-bit OS X, các phiên bản OneNote và Outlook đều là ứng dụng 32-bit như các phiên bản tiền nhiệm.

#### Office 2016
Bản xem thử đầu tiên của Microsoft Office 2016 for Mac được phát hành ngày 5 tháng 3 năm 2015. Ngày 9 tháng 7 năm 2015, Microsoft phát hành phiên bản cuối cùng của Microsoft Office 2016 for Mac gồm có Word, Excel, PowerPoint, Outlook và OneNote. Nó ngay lập tức sẵn sàng cho người đăng ký Office 365 với bản đăng ký Home, Personal, Business, Business Premium, E3 hoặc ProPlus. Phiên bản Office 2016 không dành cho Office 365 bắt đầu có tùy chọn thanh toán một lần ngày 22 tháng 10 năm 2015.